# Euklideszi gyűrű
Az euklideszi gyűrű a számelmélet és az algebra egyik speciális fogalma. Lényegében egy olyan gyűrű, amiben a maradékos osztás, más néven euklideszi osztás tétele igaz. Utóbbinak feltétele, hogy egy speciális függvény, az euklideszi norma legyen értelmezve a gyűrűn.
Az euklideszi gyűrűk lényeges szerepet játszanak az algebrában, mivel számos „jó” tulajdonságuk van, például teljesül bennük a számelmélet alaptétele.

## Definíció
Egy R integritástartományt euklideszi gyűrűnek nevezünk, ha benne norma értelmezhető, azaz
{\displaystyle \exists \varphi :R\rightarrow \mathbb {N} ,{\begin{cases}\varphi (x)=0\Leftrightarrow x=0\\\varphi (x)=\varphi (y)\Leftrightarrow x\sim y{\text{, azaz asszociáltjai egymásnak}}\\\varphi (xy)\geq \varphi (x)\varphi (y)\end{cases}}},
valamint minden {\displaystyle a} és {\displaystyle b\neq 0} számmal elvégezhető a maradékos osztás, azaz
{\displaystyle \exists q,r\in R:\varphi (r)<\varphi (b),a=bq+r}. Bizonyítható, hogy ha ez létezik, akkor egyértelmű.

### Példák
Az alábbiak euklideszi gyűrűk, ez általában könnyen ellenőrizhető.
- Az egész számok gyűrűje a hagyományos abszolút értékkel, mint normával ellátva. A definíció első felének teljesülése könnyen ellenőrizhető, a maradékos osztás pedig eredetileg pont itt volt megfogalmazva, ezért mondhatni definíció szerint teljesül.
- Ha {\displaystyle T} test, akkor a felette lévő {\displaystyle T[x]} polinomgyűrű a fokszám-normával ellátva euklideszi. Itt a fokszám-normát a következő módon definiáljuk:

{\displaystyle \varphi :\mathbb {T} [x]\rightarrow \mathbb {N} ,f\to {\begin{cases}0{\text{, ha }}f=0\\2^{grad(f)}{\text{ egyébként. Itt }}grad(f){\text{ az }}f{\text{ polinom foka.}}\end{cases}}}
Egyszerűen ellenőrizhető, hogy ez kielégíti a normára kirótt feltételeket, figyelembe véve, hogy a polinomgyűrűben az egységek éppen a gyűrű alatti test elemei. Már csak az euklideszi osztást kell igazolni. Legyen {\displaystyle f,g\in \mathbb {K} [x]}. Az euklideszi osztás azt jelenti, hogy {\displaystyle \exists q,r\in \mathbb {K} [x]}, hogy {\displaystyle f=qg+r} és {\displaystyle \varphi (r)<\varphi (g)}. Ha {\displaystyle \varphi (g)>\varphi (f)}, akkor {\displaystyle f=0\cdot g+f}. Egyébként legyen {\displaystyle g_{0}=g}, és {\displaystyle g_{i}=g_{i-1}-{\frac {\left(g_{i-1}\right)_{grad(g_{i-1})}}{f_{grad(f)}}}f}. Így a {\displaystyle g_{i}} polinomok szigorúan csökkenú fokszám-normájú sorozatát kapjuk, tehát lesz olyan {\displaystyle j\in \mathbb {N} }, hogy {\displaystyle \varphi (g_{j})<\varphi (f)}. Ekkor a {\displaystyle \sum _{i=1}^{j-1}g_{i}} és {\displaystyle r=g_{j}} polinomok teljesítik a feltételünket, erről visszaszorzással meggyőződhetünk.
- A Gauss-egészek gyűrűje az euklideszi normával. A normafeltétel teljesülése egyszerűen belátható, a maradékos osztás kissé nehézkesebb. Legyen {\displaystyle a,b\in \mathbb {G} }. Olyan {\displaystyle q,r\in \mathbb {G} } számokat keresünk, hogy {\displaystyle a=bq+r}. Ha ezt átalakítjuk kissé, akkor kapjuk, hogy {\displaystyle {\frac {a}{b}}=q+{\frac {r}{b}}}, ebből pedig az euklideszi osztás feltétele miatt következik, hogy {\displaystyle \varphi \left({\frac {r}{b}}\right)^{2}<1}. Az egyenlőség miatt {\displaystyle \varphi \left({\frac {a}{b}}-q\right)^{2}<1}, ami jó is lesz maradéknak. Legyen tehát {\displaystyle {\frac {a}{b}}=c+di}, és keressünk olyan {\displaystyle c',d'\in \mathbb {Z} } számokat, hogy {\displaystyle |c-c'|\leq {\frac {1}{2}}}, valamint {\displaystyle |d-d'|\leq {\frac {1}{2}}}, azaz legyenek a legközelebbi egészek.Ezek biztosan léteznek az egész számok jólrendezettsége miatt. Ha pedig {\displaystyle q=c'+d'i}, akkor készen is vagyunk, mivel {\displaystyle \varphi \left({\frac {a}{b}}-q\right)^{2}=(c-c')^{2}+(d-d')^{2}\leq \left({\frac {1}{2}}\right)^{2}+\left({\frac {1}{2}}\right)^{2}<1}.
- Végtelen ciklikus csoport test feletti csoportgyűrűje is euklideszi.[2]

## Tulajdonságok
- Minden euklideszi gyűrű egyben főideálgyűrű is. Ez azonban fordítva nem igaz.

Bizonyítás: Legyen {\displaystyle I} a gyűrű egy ideálja, és {\displaystyle g} a legkisebb nem nulla normájú eleme. Azt kell belátni, hogy {\displaystyle (g)=I}, azaz a gyűrű minden ideálja főideál. A {\displaystyle (g)\subseteq I} nyilvánvalóan igaz, mivel {\displaystyle I} tartalmazza {\displaystyle g} minden többszörösét. Válasszunk egy tetszőleges {\displaystyle f} elemet {\displaystyle I}-ből. Erre igaz a gyűrű definíciója miatt, hogy {\displaystyle f=gq+r}, ahol {\displaystyle \varphi (r)<\varphi (g)}. Ezért {\displaystyle r=f-gq}, azaz {\displaystyle r\in I}, és mivel {\displaystyle g} minimális volt, ezért {\displaystyle r=0} lehetséges csak. Ezért {\displaystyle f\in (g)}, emiatt {\displaystyle I\subseteq (g)}. A fordítottjára példa az {\displaystyle E\left[{\sqrt {-19}}\right]} gyűrű, ami főideálgyűrű, de nem euklideszi.
- Érvényes a számelmélet alaptétele. Azonban attól, hogy egy gyűrűben teljesül ez a tétel, még nem lesz euklideszi.
- Az euklideszi gyűrűkben minden irreducibilis elem egyben prímtulajdonságú is. E tulajdonság miatt fordulhat elő az a furcsaság, hogy az iskolában a prímszámokat az irreducibilitás kijelentésével definiálják.
- Minden elempárnak létezik legnagyobb közös osztója. Ez könnyen belátható az euklideszi algoritmus alkalmazásával.